# Erwin Aumeier
Erwin Aumeier (* 11. Januar 1929; † 7. April 2013) war ein deutscher Fußballspieler. Der Offensivspieler hat von 1950 bis 1963 für den 1. FC Schweinfurt 05 in der damals erstklassigen Fußball-Oberliga Süd 320 Ligaspiele absolviert und dabei 76 Tore erzielt. Er ist damit der Oberligarekordschütze der Nullfünfer aus Schweinfurt.

## Laufbahn
Über die Stationen TSV Straubing und den Lokalrivalen VfR 07 Schweinfurt kam der 21-jährige Angreifer zur Saison 1950/51 zum ehemaligen Gauligisten Schweinfurt 05. Er spielte noch mit den Größen wie Andreas Kupfer, Jakob Lotz und Paul Gorski zusammen. Mit der Mannschaft aus der unterfränkischen Industriestadt war der anfängliche Linksaußen und spätere langjährige linke Außenläufer im damaligen WM-System 13 Jahre durchgehend in der höchsten Liga von Süddeutschland aktiv. Als 34-jähriger Routinier beendete er nach der Saison 1963/64 – es war das erste Jahr der neuen Fußball-Bundesliga sowie deren Unterbau der Fußball-Regionalliga Süd – nach 20 Regionalligaeinsätzen, seine höherklassige Laufbahn.
Er debütierte am 20. August 1950 bei einer 0:2-Auswärtsniederlage gegen die SpVgg Fürth in der Oberliga Süd. Er bildete zusammen mit „Ander“ Kupfer und Ludwig Merz die Läuferreihe der Nullfünfer, die sich in erster Linie mit dem Innensturm der „Kleeblatt-Elf“ mit Karl Mai, Horst Schade und Max Appis zu messen hatte. Stammspieler auf der linken Außenläuferposition war aber Paul Gorski, der Neuzugang musste sich in seiner ersten Saison mit sieben Einsätzen (1 Tor) begnügen. Herausragend waren die Duelle gegen die zwei mittelfränkischen Clubs der SpVgg Fürth und des 1. FC Nürnberg. Ab seinem zweiten Oberligajahr, 1951/52, war Aumeier aber fester Bestandteil der Stammformation der Grün-Schwarzen aus dem Willy-Sachs-Stadion.
Sein bestes Saisonergebnis mit Schweinfurt erlebte Aumeier unter Trainer Fritz Teufel in der Runde 1954/55, als die Nullfünfer punktgleich mit Vizemeister SSV Reutlingen den dritten Rang belegten. In die Runde waren die Unterfranken am 22. August 1954 beim Karlsruher SC mit einer 2:8-Niederlage gestartet. Nach der Hinrunde standen Aumeier und Kollegen mit 15:15 Punkten auf dem achten Rang. In der Rückrunde wurden mit 27:18 Toren 22:8 Punkte geholt und damit der dritte Rang erreicht. Linksaußen Aumeier hatte alle 30 Spiele absolviert und zwölf erzielt. Beim 6:2-Erfolg gegen die Stuttgarter Kickers am fünften Spieltag erzielte er drei Tore, am 30. Spieltag zeichnete er sich als zweifacher Torschütze beim 2:0-Auswärtserfolg gegen Bayern München aus und im Nachholspiel am 1. Mai 1955 schoss er das Tor zum 2:0-Endstand gegen Fürth. In der Saison 1957/58 brachte er es in 29 Ligaspielen auf 13 Tore und belegte mit Schweinfurt den achten Rang. Am 20. Juni 1957 wurde er von Bundestrainer Sepp Herberger in einem Testspiel einer DFB-A-Elf gegen eine DFB-B-Elf in der zweiten Halbzeit auf Seiten der B-Auswahl für Linksaußen Heinz Vollmar eingewechselt. Neun Tage später, am 29. Juni, kam er in einem Repräsentativspiel von Süddeutschland gegen Norddeutschland in Karlsruhe zum Einsatz. Beim 2:2-Remis erzielte der Schweinfurter Linksaußen einen Treffer.
Sein letztes Oberligaspiel absolvierte der in seinen späteren Jahren zumeist als Außenläufer eingesetzte Aumeier, am 28. April 1963 bei einer 1:5-Auswärtsniederlage gegen den 1. FC Nürnberg. Jetzt agierten Mitspieler wie Torhüter Günter Bernard, Rolf Kupfer und Rolf Schweighöfer an seiner Seite. Schweinfurt belegte unter Trainer Käser den elften Rang und Aumeier hatte seine letzten 26 Oberligaspiele von insgesamt 320 für Schweinfurt bestritten.
Fritz Käser – vormaliger langjähriger Oberliga-Torhüter der Nullfünfer – war auch im ersten Jahr der zweitklassigen Fußball-Regionalliga Süd, 1963/64, Trainer und Routinier Aumeier bestritt nochmals 20 Ligaspiele für Schweinfurt 05. Mit dem Heimspiel am 8. März 1964 gegen ESV Ingolstadt, beendete er seine 14-jährige Spieleraktivität bei Schweinfurt 05. Sohn Harald (* 19. Juli 1952) knüpfte in späteren Jahren an seine fußballerische Karriere an.